# 梅甘·德勒汉蒂
梅甘·德勒汉蒂（英語：Megan Delehanty，1968年3月24日—），加拿大女子赛艇运动员。她曾代表加拿大参加1992年夏季奥林匹克运动会赛艇比赛，获得女子八人单桨有舵手金牌。